# Verge de la llet (Luis de Morales)
La Verge de la llet (o Verge amb el Nen), és l'obra mestra del pintor espanyol Luis de Morales. És un oli sobre taula, pintat cap a l'any 1570. Mesura 84 cm d'alt i 64 cm d'ample. S'exhibeix actualment en el Museu del Prado de Madrid, on va entrar gràcies al llegat de don Pablo Bosch (1915).
El tema representat és molt antic, dins de la iconografia cristiana: la Galaktotrofussa (la Mare de Déu alletant al Nen Jesús). No obstant això, en el cas d'aquesta obra, no es veu directament el pit, sinó que la mare i el fill es miren en una de les imatges més intimistes del segle xvi. El propòsit és clarament religiós, exaltant el sentiment d'amor matern. El tema, molt volgut en els temps de Contrareforma i misticisme espanyol, va ser tractat en més ocasions pel pintor. Així, hi ha una versió que es conserva en el Museu Nacional d'Art Antic de Lisboa, una altra col·lecció particular, a Jaén i encara hi ha una altra Verge amb el Nen Arxivat 2007-09-27 a Wayback Machine. (h. 1565-70), en la National Gallery de Londres.
L'estil és manierista. El fons és pla i fosc, sense cap referència espacial o temporal. Sobre el mateix ressalten els volums i els colors en clarobscur, destacant les carnacions: el rostre i mans de la Verge i en el nu del Nen. Els personatges romanen aliens a l'espectador. La mare sosté a la criatura entre els seus braços i ho mira amb dolçor; el nen respon a la seva mirada i cerca amb la seva mà dreta el pit de la mare, mentre que la mà esquerra li aixeca el vel, extremadament fi i gairebé imperceptible.
La Verge està representada amb una bellesa perfecta i delicada. El rostre denota influència de Rafael Sanzio, rebuda a través dels manieristes holandesos i alemanys. La hi representa seguint un model de madonna escultòrica com les de Donatello: rostre ovalat en escorç, front alt i ulls baixos.
El color és metàl·lic i fred, propi de l'escola flamenca. Predominen les suaus corbes.